# Trường Đại học Fulbright Việt Nam
Trường Đại học Fulbright Việt Nam (tiếng Anh: Fulbright University Vietnam) là một trường đại học độc lập với 100% vốn đầu tư nước ngoài dưới sự tài trợ của Chính phủ Hoa Kỳ, hoạt động không vì lợi nhuận. Trường được chính thức thành lập vào tháng 5 năm 2016. Trụ sở chính của trường được đặt tại Khu công nghệ cao Thành phố Hồ Chí Minh.

## Lịch sử hình thành
Ngay từ trước khi Bình thường hóa quan hệ ngoại giao Việt Nam - Hoa Kỳ vào năm 1995, từ năm 1994 với sự hợp tác giữa Trường Đại học Kinh tế Thành phố Hồ Chí Minh và Trường Harvard Kennedy (thuộc Đại học Harvard) Chương trình Giảng dạy Kinh tế Fulbright đã ra đời (FETP, nay là Trường Chính sách Công và Quản lý Fulbright) của Chương trình Việt Nam tại Đại học Harvard. Sau 20 năm tồn tại, trường Fulbright được nâng cấp lên thành Đại học Fulbright, thể hiện sự phát triển sâu rộng của mối quan hệ Việt-Mỹ. Lần đầu tiên khái niệm trường Đại học Fulbright Việt Nam được đề cập là trong Tuyên bố chung của Chủ tịch nước Việt Nam Trương Tấn Sang và Tổng thống Mỹ Barack Obama ngày 25/7/2013. Năm 2014, Quốc hội Hoa Kỳ thông qua khoản ngân sách sáng lập một trường đại học Việt Nam theo mô hình giáo dục khai phóng của Mỹ.  Tháng 6 năm 2014, chủ trương thành lập Trường Đại học Fulbright Việt Nam được Chính phủ Việt Nam chấp thuận.
Vào tháng 7/2015 trong chuyến thăm Mỹ của Tổng bí thư Nguyễn Phú Trọng, trường Đại học Fulbright đã nhận được chứng nhận đầu tư của Thành phố Hồ Chí Minh để được xây dựng trên 15 hecta đất tại khu công nghệ cao TP HCM. Ngày 16 tháng 5 năm 2016, giấy phép thành lập trường chính thức được ký.
Chủ tịch Đại học Fulbright, cựu thượng nghị sĩ bang Nebraska Bob Kerrey, cho biết, những người tham gia thành lập trường đã cố gắng để thuyết phục Quốc hội Hoa Kỳ cung cấp ngân khoản cho trường. Cuối cùng Quốc hội Hoa Kỳ đã đồng ý với điều kiện Việt Nam góp vốn tương ứng mà trong trường hợp này bằng việc cấp đất cho trường ở thành phố Hồ Chí Minh.
Năm 2016, Chính phủ Việt Nam cấp giấy phép thành lập Đại học Fulbright. Ngày 25/5/2016 Bộ trưởng ngoại giao Hoa Kỳ là ông John Kerry, theo phái đoàn của tổng thống Obama tới Việt Nam, đã tới chủ tọa lễ khởi công Đại học Fulbright tại Thành phố Hồ Chí Minh. Năm 2017, Chính phủ Việt Nam cấp giấy phép hoạt động giáo dục cho Đại học Fulbright.
Trong năm học Đồng kiến tạo (Co-design) 2018-2019, trường tuyển 54 sinh viên. Trường được tài trợ bởi quỹ tín thác Sáng kiến đại học Việt Nam (Trust for University Innovation in Vietnam).
Ngày 6/6/2019, chính phủ Mỹ trao tặng cho Đại học Fulbright 2 khoản tài trợ với tổng giá trị là 15,5 triệu Đô la Mỹ. Khoản thứ nhất do Cơ quan Viện trợ Phát triển Quốc tế Hoa Kỳ (USAID) tài trợ có trị giá 7,2 triệu USD giúp đỡ trường đại học Fulbright xây dựng các chính sách thu hút sinh viên theo học và hỗ trợ các thủ tục tài chính, học bổng. Khoản tài trợ thứ hai do Bộ Ngoại giao Hoa Kỳ (CEA) sẽ được rót thông qua Quỹ tín thác Sáng kiến Đại học Việt Nam (TUIV) trị giá 8,3 triệu USD giúp đỡ trường Đại học Fulbright xây dựng và phát triển.

## Các ngành đào tạo
Theo kế hoạch, trong 5 năm đầu sau khi thành lập, trường sẽ mở các cơ sở đào tạo tích hợp:
- Trường Chính sách Công và Quản lý Fulbright: đào tạo sau đại học trong lĩnh vực chính sách công, luật, tài chính và quản lý, các nghiên cứu và đối thoại chính sách
- Trường Kỹ thuật và Khoa học ứng dụng Fulbright: cung cấp các chương trình đào tạo cử nhân và sau đại học trong lĩnh vực kỹ thuật, khoa học ứng dụng, toán học và khoa học máy tính
- Đại học Fulbright: cung cấp các chương trình đào tạo cử nhân theo chương trình giáo dục khai phóng

Tổng vốn đầu tư của Đại học Fulbright trong giai đoạn xây dựng ban đầu dự kiến khoảng 70 triệu USD. Trong giai đoạn đầu, kinh phí hoạt động của trường chủ yếu dựa vào khoản viện trợ 17 triệu USD của chính phủ Hoa Kỳ.
Trường lấy tên của J. William Fulbright - một chính khách, thượng nghị sĩ Hoa Kỳ, người đã khởi xướng hàng loạt các chương trình trao đổi về giáo dục và văn hoá quốc tế.

## Tranh cãi

### Bob Kerrey
Năm 2016,  báo mạng Zing đặt câu hỏi về việc lựa chọn cựu Thượng nghị sĩ Bob Kerrey, người từng "tham gia một vụ thảm sát" trong chiến tranh Việt Nam, làm chủ tịch Trường Đại học Fulbright vừa được mở tại Việt Nam. Gregory L. Vistica viết cho The New York Times hồi năm 2001 rằng: "Trong chiến tranh Việt Nam, Kerrey là một đại úy hải quân và từng tham gia vào một trong những vụ thảm sát đẫm máu ở xã Thạnh Phong của Bến Tre vào năm 1969, giết hại nhiều phụ nữ và trẻ em". Zing sau đó đã đăng lời xin lỗi của Thượng nghị sĩ Kerrey gửi tới họ qua email: "Tôi đã xin lỗi người Việt về những gì tôi gây ra trong chiến tranh. Tôi xin lỗi một cách chân thành một lần nữa và cùng những nỗi đau của ký ức mãi mãi ám ảnh, tôi xin lỗi những người mà tôi đã gây hại". Bob Kerrey nói ông đã vận động để thành lập trường này từ đầu thập niên 1990 nhưng nay ông "sẵn sàng rút lui".